# كونور غرايمز
كونور غرايمز هو لاعب هوكي الحقل كندي، ولد في 6 مايو 1983.

## وصلات خارجية
- كونور غرايمز على موقع أوليمبيديا (الإنجليزية)
- كونور غرايمز على موقع اتحاد ألعاب الكومنولث (مؤرشف) (الإنجليزية)